# Yanaoacá
A cidade peruana de Yanaoca é a capital da Província de Canas, situada no Departamento de Cusco, pertencente a Região de Cusco, Peru.